# Hermann Calenberg
Hermann Josef Calenberg (ur. 1900, zm. ?) – zbrodniarz nazistowski, członek załogi niemieckiego obozu koncentracyjnego Dachau  i SS-Hauptscharführer.
Z zawodu kierowca ciężarówki. Członek Niemieckiego Frontu Pracy. Od czerwca 1944 do października 1944 pełnił służbę w Kaufering III, podobozie Dachau, jako strażnik, dowódca oddziału wartowniczego i kierownik komanda więźniarskiego. Następnie przeniesiony został do podobozu Utting, gdzie dowodził oddziałami wartowniczymi, a następnie 25 kwietnia 1945 brał udział w ewakuacji obozu. 
W procesie załogi Dachau (US vs. Hermann Calenberg i inni), który odbył się w dniach 6–7 marca 1947 przed amerykańskim Trybunałem Wojskowym w Dachau skazany został na 3 lata pozbawienia wolności za maltretowanie więźniów.